# ایوا آنت
ایوا آنت (دانمارکی: Eva Arndt؛ ۲۷ نوامبر ۱۹۱۹ – ۱۸ ژوئن ۱۹۹۳) شناگر اهل دانمارک بود.
وی در مسابقات کشوری و بین‌المللی در مجموع برندهٔ ۱ مدال طلا، ۱ مدال نقره شده‌است.